# Tokugawa Ietsuna
Tokugawa Ietsuna est un nom japonais traditionnel ; le nom de famille (ou le nom d'école), Tokugawa, précède donc le prénom (ou le nom d'artiste) Ietsuna.
Tokugawa Ietsuna (徳川家綱, 1641-1680) est le 4e shogun du shogunat Tokugawa au Japon. Il règne de 1651 à 1680.
Fils aîné du shogun Tokugawa Iemitsu, il devient le nouveau shogun en 1651 après la mort de son père, alors qu'il est âgé de dix ans. Pendant les premières années de son règne, il est assisté par plusieurs conseillers du dernier shogun, dont son demi-frère Hoshina Masayuki (保科正之), et les daimyōs Matsudaira Nobutsuna (松平 信綱), Sakai Tadakiyo (酒井忠清) et Sakai Tadakatsu (酒井忠勝).
L'année de son accession au shogunat, son administration réprime la rébellion de Keian, dirigée par les ronins Yui Shōsetsu (由井正雪) et Marubashi Chūya (丸橋忠弥). En 1663, Tokugawa Ietsuna interdit la coutume du junshi (殉死), la traduction d'œuvres étrangères et les écrits à propos du gouvernement et de la morale d'Edo, entre autres sujets. En conséquence, un grand nombre d'écrivains sont incarcérés ou bannis sous son règne. Sa période au pouvoir est également marquée par le grand incendie de Meireki du 2 mars 1657, qui détruit près des trois quarts de la ville d'Edo et fait plus de 100 000 victimes mortelles.
De santé fragile toute sa vie, Tokugawa Ietsuna meurt sans héritier à l'âge de 38 ans et est remplacé par son frère cadet Tokugawa Tsunayoshi. Il fut enterré à Kan'ei-ji. Son nom posthume est Genyū-in (厳有院).

## Famille
- Père : Tokugawa Iemitsu
- Mère : Hōju-in (1621-1653)
  - Mère adoptive : Eiko'in (1624-1711)
- Femme : Asanomiya Akiko, ou Koge'in (1640-1676)
- Concubines :
  - Oyo no Kata (m. 1657)
  - Ofuri no Kata, ou Yoshun'in (1649-1667)
  - Oshima no Kata (m. 1660)
  - Mitsuru no Kata, ou Enmyoin (1660-1690)
  - Onatsu no Kata, ou Honjuin (m. 1680)
  - Okiku no Kata
  - Ofuji no Kata, ou Jokkoin
  - Okoto no Kata, ou Zumnyoin
  - Oran no Kata
  - Omino no Kata (m. 1679)
  - Osumi no Kata
  - Yoshino no Kata (m. 1680)
- Fille adoptive : Naohime (fille biologique de Tokugawa Mitsutomo)

## Ères dubakufude Ietsuna
Les années durant lesquelles Ietsuna est shogun sont plus spécifiquement identifiées par plus d'un nom d'ère ou nengō.
- Keian (慶安?), 1648-1652
- Jōō (承応?), 1652-1655
- Meireki (明暦?), 1655-1658
- Manji (万治?), 1658-1661
- Kanbun (寛文?), 1661-1673
- Enpō (延宝?), 1673-1681